# Крсто Бјелетић
Крсто Бјелетић — Крцун (Вукосавци, код Лопара, 1917 — Пипери, код Лопара, 2. јануар 1942) био је учесник Народноослободилачке борбе и народни херој Југославије.

## Биографија
Рођен је 1917. године у селу Вукосавцима, код Лопара. Потицао је из сиромашне сељачке породице. Веома рано се прикључио револуционарном радничком покрету, који је био развијен у Бијељини и њеној околини, одакле су потицали и многи револуционари — Родољуб Чолаковић, Димитрије Лопандић и др. Када је крајем 1939. године у Лопарама формирана партијска ћелија, Крсто је постао њен члан. Као веома поверљив, добијао је задатке да преноси партијске материјале и пошту у Тузлу, Лопаре, Брчко и Бијељину.
После окупације Краљевине Југославије, 1941. године учествовао је у организовању устанка на Мајевици. Почетком августа, са групом од свега седам бораца учествовао је у првим диверзантским акцијама на овом подручју. Крајем августа, била је формирана и партизанска чета, која је бројала 20 бораца. Почетком септембра, кренуо је у Бирач са још једним другом, да Обласном штабу НОП одреда за источну Босну поднесе извештај и прими даље директиве. На том путу, га је у околини Спрече, пресрела група усташа, која га је претукла кундацима и мислећи да је мртав оставила крај пута. Увече када се смрачило, Крсто је успео да се склони одатле и настави даље. Иако тешко претучен, успео је некако да стигне до Шековића, где је задржан све до краја септембра, док се потпуно није опоравио.
По повратку на Мајевицу, постао је командир Прве чете Мајевичког партизанског одреда. Поред војних активности, Крсто је активно радио на пропагирању Народноослободилачког покрета (НОП), међу народом на Мајевици. Људима је објашњавао смисао политике братства и јединства и оштро се противио вршењу међуетничких злочина. Посебно је радио на разобличавању четничке политике, чије су вође и источној Босни, отворено сарађивале са окупаторима.
У селу Пипери, код Лопара, његова чета је 2. јануара 1942. године, покушавала да заустави продор делова Шестог пешадијског пука Домобранства НДХ. Иако је био командир чете, Крсто се у борбама није одвајао од свог пушкомитраљеза. Приликом покушаја да се пребаци на боље место, за дејствовање по непријатељу, био је тешко рањен. Пузећи по снегу и изложени непријатељском ватром, његови саборци су га извукли, али је услед тешких рана преминуо. Његово тело је потом пренесено у Вукосавце, где је 5. јануара сахрањено на сеоском гробљу.
Указом председника Федеративне Народне Републике Југославије Јосипа Броза Тита, 24. августа 1953. године, проглашен је за народног хероја Југославије.
Основна школа у селу Шибошница, носила је његово име.